# Терранова-да-Сібарі
Терранова-да-Сібарі (італ. Terranova da Sibari, сиц. Terranova) — муніципалітет в Італії, у регіоні Калабрія,  провінція Козенца.
Терранова-да-Сібарі розташована на відстані близько 410 км на південний схід від Рима, 90 км на північ від Катандзаро, 40 км на північ від Козенци.
Населення — 5120 осіб (2014).
Щорічний фестиваль відбувається другої неділі травня. Покровитель — San Francesco.

## Демографія
Населення за роками:

Станом на 1 січня 2023 року в муніципалітеті офіційно проживало 216 іноземців з 21 країни, серед них 147 громадян країн Євросоюзу.

## Сусідні муніципалітети
- Корильяно-Калабро
- Сан-Деметріо-Короне
- Спеццано-Альбанезе
- Тарсія